# Ла-Крус (Чилі)
Ла-Крус (ісп. La Cruz) — місто в Чилі. Адміністративний центр однойменної комуни. Населення міста — 10611 осіб (2002). Місто і комуна входить до складу провінції Кільйота і регіону Вальпараїсо.
Територія — 78 км². Чисельність населення — 22 098 мешканців (2017). Щільність населення — 283,3 чол./км².

## Розташування
Місто розташоване за 44 км на схід від адміністративного центру області міста Вальпараїсо та за 6 км на північ від адміністративного центру провінції міста Кільйота.
Комуна межує:
- на півночі — з комуною Ногалес
- на північному сході — з комуною Ла-Калера
- на півдні — з комуною Кільйота
- на заході — з комуною Пучункаві